# Ancinus depressus
Ancinus depressus là một loài chân đều trong họ Ancinidae. Loài này được Say miêu tả khoa học năm 1818.